# Piliocolobus
Genre
Statut CITES
Piliocolobus est un genre de mammifères primates de la sous-famille des Colobinae, parmi les espèces appelées colobes en français.

## Liste des espèces
Selon GBIF (3 décembre 2024) :
- Piliocolobus badius (Kerr, 1792) - Colobe bai, Colobe bai d'Afrique occidentale ou Colobe rouge[2]
- Piliocolobus bouvieri Rochebrune, 1887 - Colobe de Bouvier
- Piliocolobus epieni (Grubb & Powell, 1999)
- Piliocolobus foai (de Pousargues, 1899)
- Piliocolobus gordonorum (Matschie, 1900)
- Piliocolobus kirkii (Gray, 1868) - Colobe roux de Zanzibar ou Colobe bai de Kirk[2]
- Piliocolobus langi (J.A.Allen, 1925)
- Piliocolobus lulindicus Matschie, 1914
- Piliocolobus oustaleti (Trouessart, 1906)
- Piliocolobus parmentieri (Colyn & Verheyen, 1987)
- Piliocolobus pennantii (Waterhouse, 1838) - Colobe bai de Zanzibar ou Colobe bai de Pennant[2]
- Piliocolobus preussi Matschie, 1900 - Colobe roux du Cameroun[2]
- Piliocolobus rufomitratus (Peters, 1879) - Colobe roux de la Tana ou Colobe bai à tête rousse[2]
- Piliocolobus semlikiensis (Colyn, 1991)
- Piliocolobus tephrosceles (Elliot, 1907)
- Piliocolobus tholloni A.Milne-Edwards, 1886 - Colobe bai à mains noires[2]
- Piliocolobus waldronae (Hayman, 1936)

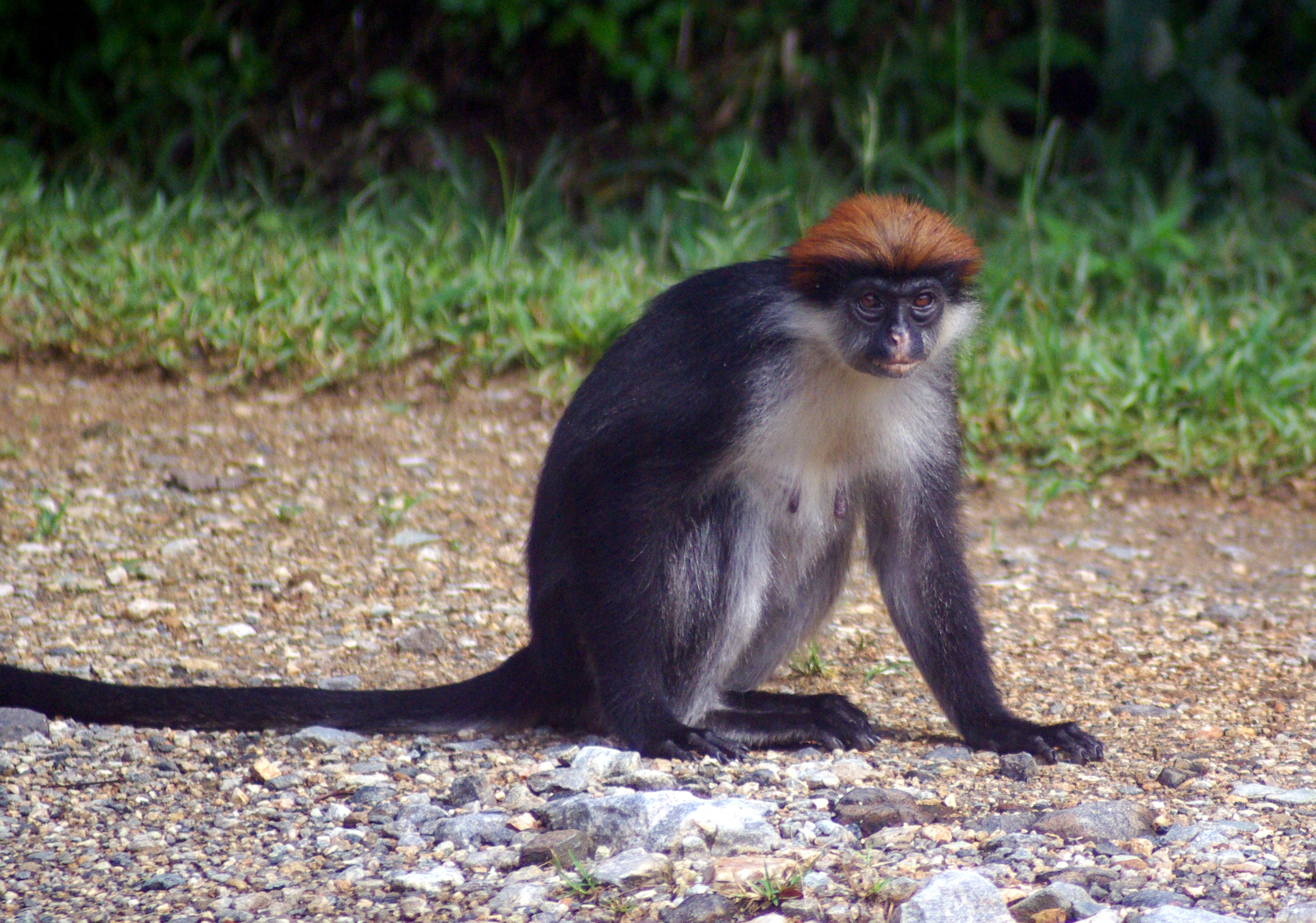
Piliocolobus gordonorum

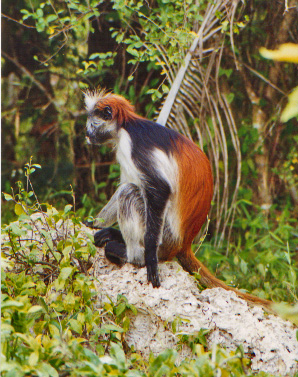
Le Colobe bai de Zanzibar est considéré comme une espèce à part entière, le Colobe bai de Kirk ou Colobe roux de Zanzibar (Piliocolobus kirkii), selon les auteurs on avait estimé qu'il s'agissait d'une sous-espèce du Colobe bai (Piliocolobus badius) ou du Colobe bai de Pennant (Piliocolobus pennantii)

## Systématique
Le nom valide complet (avec auteur) de ce taxon est Piliocolobus Rochebrune, 1877.
La classification scientifique de ces singes d'Afrique a évolué et des auteurs ont considéré les Piliocolobus plutôt comme un sous-genre de Procolobus.
Piliocolobus Rochebrune a pour synonymes :
- Pilicolobus Trouessart, 1904
- Tropicolobus Rochebrune, 1887